# Bitva u Krvavé řeky
Bitva u Krvavé řeky (afrikánsky Slag van Bloedrivier) bylo střetnutí mezi 464 Búry (voortrekkery) a přibližně 10 000 – 15 000 zulskými válečníky, které se odehrálo 16. prosince 1838 na Krvavé řece (angl. Blood river, afr. Bloedrivier, dnes řeka Ncome). Búrové pod vedením Andriese Pretoria drtivě zvítězili a později zde založili búrskou republiku Natalia. Zuluové měli ztráty asi 3000 mužů, včetně dvou princů, kteří soutěžili s princem Mpandem o trůn Zuluů. Tři Búrové včetně samotného Pretoria byli lehce zraněni.